# Cambulo
Cambulo – miasto w Angoli, w prowincji Lunda Północna.